# 台鐵LDT100型蒸汽機車
臺鐵LDT100型蒸汽機車為臺灣鐵路管理局於臺東線的貨運用蒸汽機車，為朝鮮鐵道900型準同型車，是台東線窄軌鐵道中，唯一的煤水車式蒸汽機車。 

## 簡介

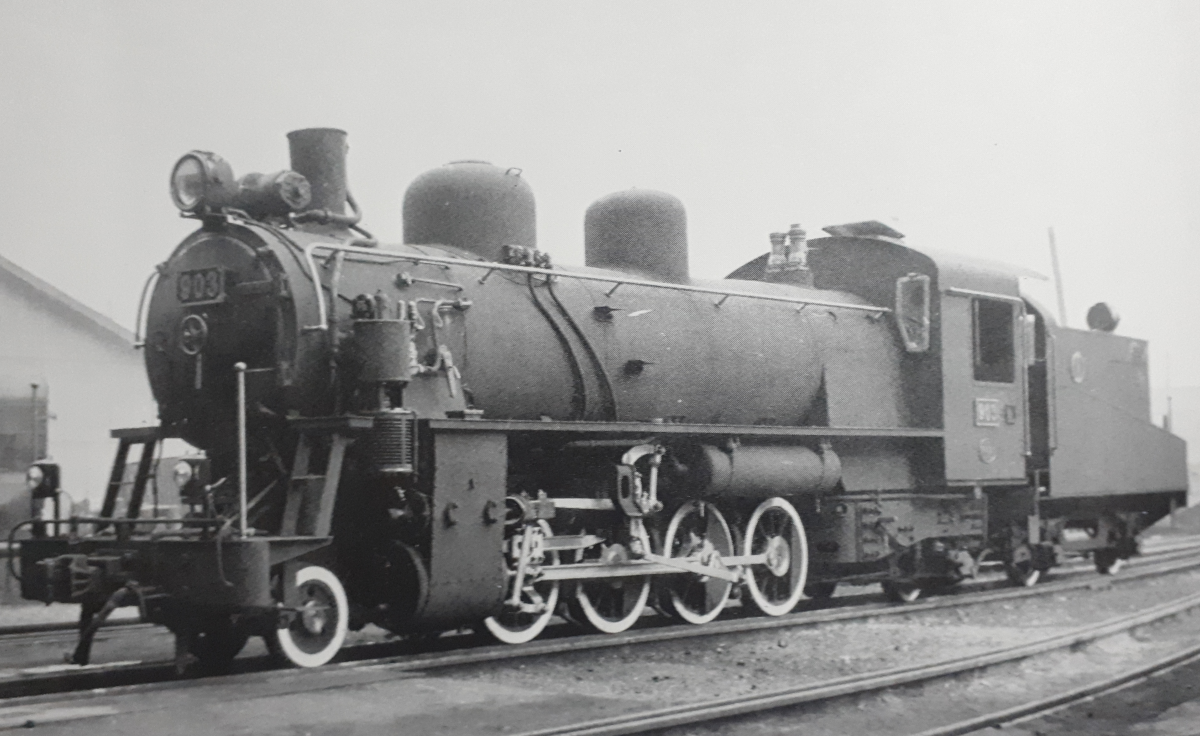
朝鮮鐵道的903完工出廠照

於朝鮮日治時期，禮成江大橋通車後，黃海線貨物運送力上升，對於762mm軌距窄軌路線，基於經費與時限，私營的朝鮮鐵道株式會社決定維持窄軌，而訂購路線規格允許下的大型貨運用蒸汽機車以增加運力。  本型車為762 mm（30.0英寸）軌距窄軌鐵路所使用過最大型的蒸汽機車。
雖然軸距很長，預定行駛之路線的最小曲率半徑僅為40米（130英尺）。因此其導輪有140 mm（5.5英寸）的活動空間，第一對動輪有 10 mm（0.39英寸）的橫移幅度。設計完成後還作了全尺寸木製模型在相同條件的彎道上進行測試。

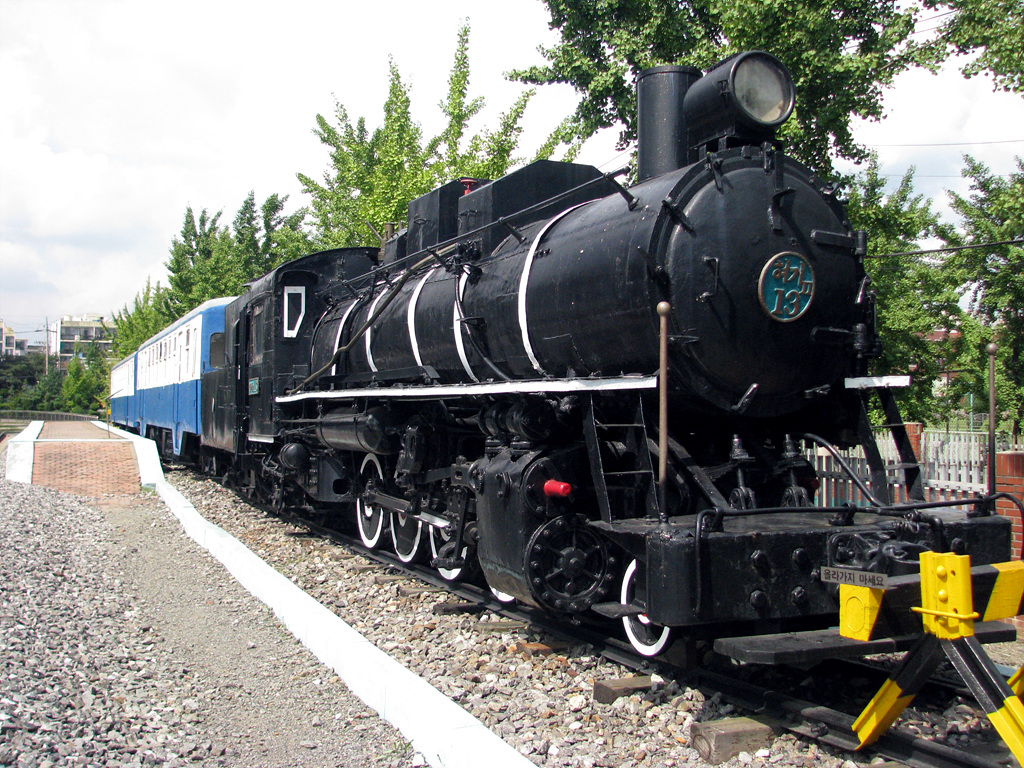
大韓民國的혀기11-13，大韓民國登錄文化財418號

這批機車被朝鮮鐵道編為900型，最初7部機車編號為 900 至 906（汽車製造原廠製造編號 1441-1447）於1937年3月入役，表現良好，用煤量與水量經濟，可順利以50 km/h（31 mph）時速牽引250 t（250 LT）的列車。1942年由日本車輛增造3輛（車號907-909），1944年由汽車會社建造2輛（車號910與911，原廠製造編號 2353-2354）。 ，同年日立製造3輛（車號912-914，二戰後留在大韓民國，車號혀기11-12~혀기11-14，913~914是戰時型），혀기11-12被保存在三星火災交通博物館，혀기11-13被保存在大韓民國的鐵路博物館，혀기11-14被保存在龍平滑雪渡假村，朝鮮鐵道使用的本型車具有空氣制動設備。韓戰時美軍帶了三菱製的1輛（原廠製造編號722）至大韓民國，車號혀기US8。

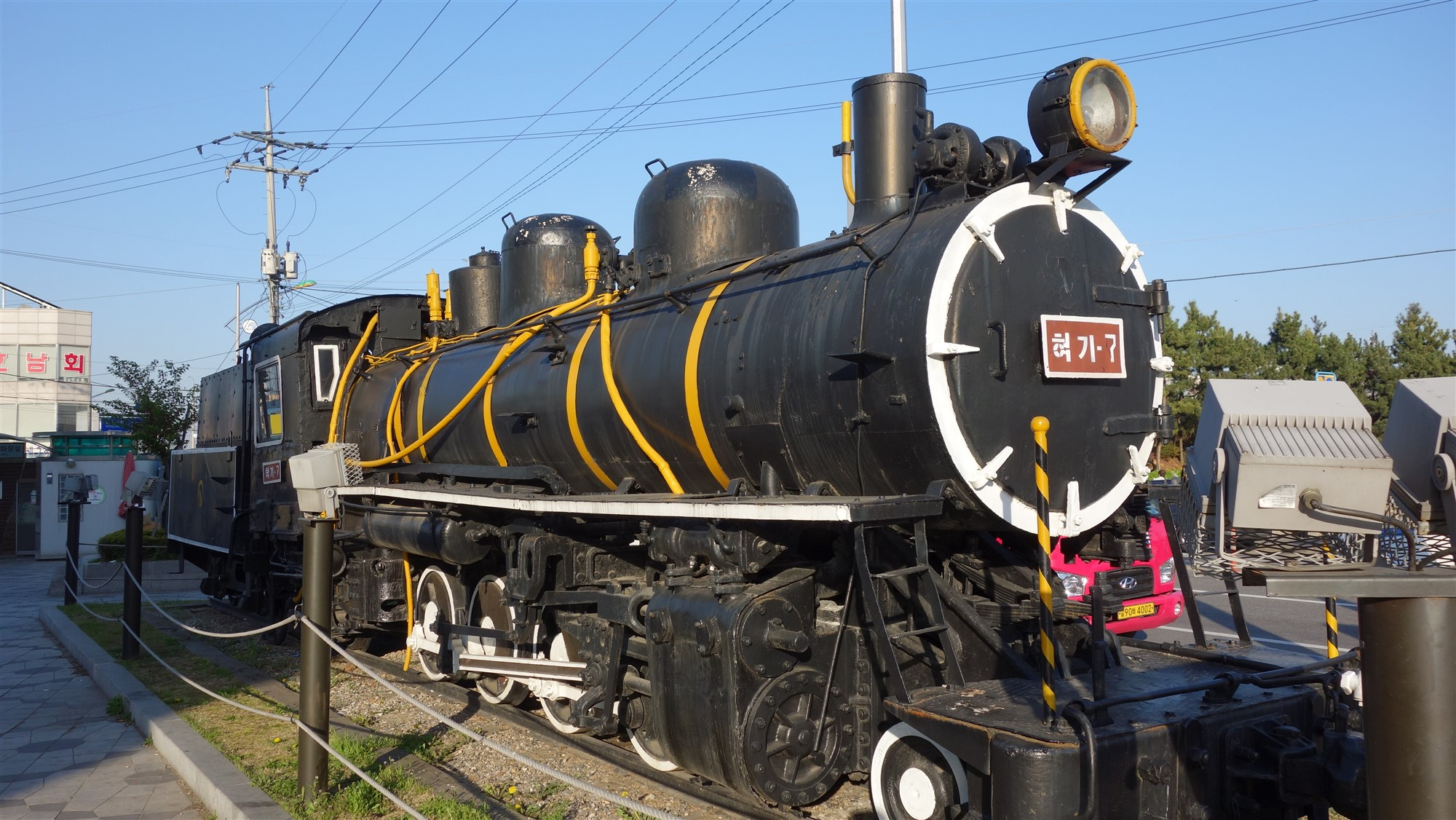
大韓民國的혀기US7

臺灣總督府鐵道部於1942年向日本車輛購入朝鮮鐵道900型的準同型車，但使用插銷式連結器，無空氣制動。原編為LD50型，於1942年將引入為4輛（LD501-LD504；原廠序列號958、1063-1065），1943年3輛（LD505-LD507；原廠序列號1190、1191、1260）。不過後來只有1942年購入的四輛運到台灣，LD505-LD506運送途中運送船被美軍擊沉；LD507留在日本沒有運送，韓戰時被美軍帶至大韓民國（原廠序列號變成1567），車號혀기US7 （页面存档备份，存于）。
第二次世界大戰戰後由台灣鐵路管理局接收，改編為LDT100型，車號LDT101 - LDT104。
目前僅剩LDT103號被保存在花蓮鐵路文化公園內。

## 主要規格

### 基本資料
- 日治時期形式：L50型→LDT100型
- 號碼
  - 原車號：LD501－LD504
  - 1949年起：LDT101－LDT104
- 製造國（廠商）：日本（日本車輛）
- 製造年：1942

### 規格
- 車輪配置：1D1（2-8-2）
- 飽合過熱別：過熱式
- 閥裝置\汽門：
- 車長：14,529毫米
- 車寬：2,280毫米
- 車高：3200毫米
- 機車整備重量：54.90噸
- 最高時速：50公里
- 車輪直徑
  - 動輪：900 mm

## 現存車輛
- LDT103：靜態展示於花蓮鐵道文化園區。

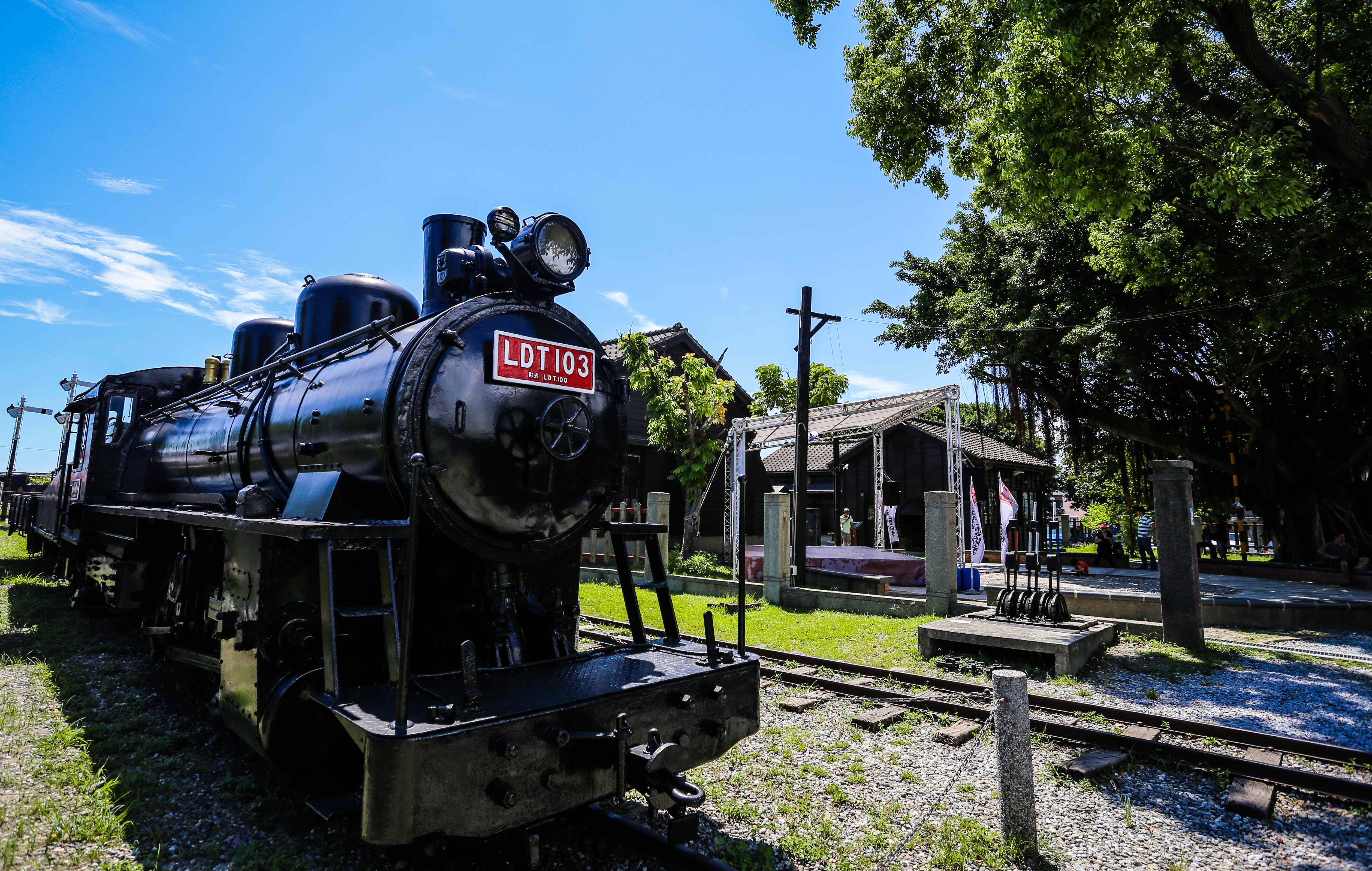
停放在花蓮鐵道文化公園的LDT103號車。